# Люблю тебе, чувак
«Люблю тебе, чувак» (англ. I Love You, Man) — американський комедійний фільм 2009 року з Полом Раддом і Джейсоном Сігелом у головних ролях.
Прем'єра кінострічки відбулася 20 березня 2009 року в США.

## Сюжет
Головний герой — Пітер Клейвен працює агентом із нерухомості. Після того, як він отримав дозвіл на продаж елітної квартири актора Лоу Феррінго, який виконав роль Халка, Пітер пропонує своїй дівчині Зої Райс одружитися. Чоловік вважає дівчину, з якою він зустрічається вже 8 місяців, ідеальною парою. Проте його непокоїть те, що Зої всім (навіть деякими пікантними подробицями) ділиться зі своїми подружками Деніс і Гейлі. Натомість у Пітера немає товариша, тому йому навіть нема кому запропонувати бути його шафером на весіллі.
На допомогу він звертається до свого брата-ґея Роббі Клейвена та матері. Проте після чергового невдалого вечора його новоспечений друг Дауг поцілував Пітера.
На презентації квартири Лоу Феррінго він зустрічає Сідні Файфа. Сідні дивує його своєю невимушеною поведінкою й веселим характером.
Наступного дня Пітер осмілюється зателефонувати Сідні. Вони разом проводять вечір у ресторані. Брат Пітера Роббі застерігав його, щоб він не вечеряв разом із товаришем, тому що той це неправильно зрозуміє. Проте Пітер і Сідні чудово повеселилися й між ними не виникло жодних непорозумінь.
Так поступово зав'язалася їх дружба. Пітер і Сідні разом гуляли з песиком Сідні, захоплювалися грою гурту Rush й самі грали на інструментах (Пітер на басі, Сідні — на гітарі).
Якось замість традиційного перегляду телевізору, Пітер пішов із Зої та Сідні на концерт Rush. Зої не дуже сподобалося те, що її наречений більше уваги приділяв своєму другові.
Зрештою, Пітер вирішив, що саме Сідні має стати його шафером. Та на зустрічі з батьками Сідні промовив тост стосовно сексуального життя Пітера і Зої, чим поставив присутніх у незручне становище. Сідні постійно переконував Пітера, що той просто не вірить у себе, йому треба лише більше впевненості для того, аби продати квартиру Халка. Сідні позичив у Пітера 8000 дол. для власного проекту, а після цього побився з Лоу Феррінго за те, що той мав сумніви щодо професійності Пітера.
Виявилося, що Сідні витратив гроші на рекламу Пітера як агента нерухомості, яку розвісив по усьому місті. Реклама була несерйозною й не зовсім професійною, що роздратувало Пітера.
Окрім того, Сідні питав у Пітера, чому він одружується саме з Зої. Пітер не зміг відповісти, тому спитав те саме у нареченої, і Зої це шокувало.
Через це Пітер розриває дружні стосунки з Сідні й просить його, аби той не з'являвся на весіллі.
Та Зої зателефонувала Сідні, аби той приїхав на церемонію. Реклама Сідні спрацювала дуже успішно — вже наступного дня в Пітера було безліч замовлень. Весілля пройшло чудово й дружба Пітера і Сідні поновилася.

## Касові збори
У США фільм зібрав у прокаті $71 440 011, за кордоном — $20 196 975 (загалом — $91 636 986).

## Критика
На сайті Rotten Tomatoes фільм отримав 83 % (151 схвальний відгук і 32 несхвальних).
На сайті Metacritic оцінка фільму становить 70 із 100.

## Нагороди
Фільм було номіновано в 2009 році на нагороду MTV Movie Awards за поцілунок між Полом Раддом і Томасом Ленноном.